# Mezőszakál
Mezőszakál (románul: Bărboși) falu Romániában, Maros megyében.

## Története
1365-ben Zakaltelke néven említik először.
A trianoni békeszerződésig Torda-Aranyos vármegye Marosludasi járásához tartozott.

## Népessége
1910-ben 1333 lakosából 908 román, 283 magyar, 110 cigány és 32 német volt.
2002-ben 374 lakosa volt, ebből 362 román, 7 cigány és 5 magyar nemzetiségű.

## Vallások
A falu lakói közül 329-en ortodox, 14-en görögkatolikus, 4-en református, 3-an római katolikus, 14 baptista és 6-an pünkösdista hitűek és 1 fő adventista.